# Gorgoniidae
Gorgoniidae is een familie van zachte koralen uit de orde van Alcyonacea.

## Geslachten
- Adelogorgia Bayer, 1958
- Antillogorgia Bayer, 1951
- Eugorgia Verrill, 1868
- Eunicella Verrill, 1869
- Filigorgia Stiasny, 1937
- Gorgonia Linnaeus, 1758
- Guaiagorgia Grasshoff & Alderslade, 1997
- Hicksonella Nutting, 1910
- Leptogorgia Milne Edwards, 1857
- Lophogorgia Milne Edwards, 1857
- Olindagorgia Bayer, 1981
- Pacifigorgia Bayer, 1951
- Phycogorgia Milne Edwards & Haime, 1850
- Phyllogorgia Milne Edwards & Haime, 1850
- Pinnigorgia Grasshoff & Alderslade, 1997
- Pseudopterogorgia Kükenthal, 1919
- Pterogorgia Ehrenberg, 1834
- Rumphella Bayer, 1955
- Tobagogorgia Sanchez, 2007

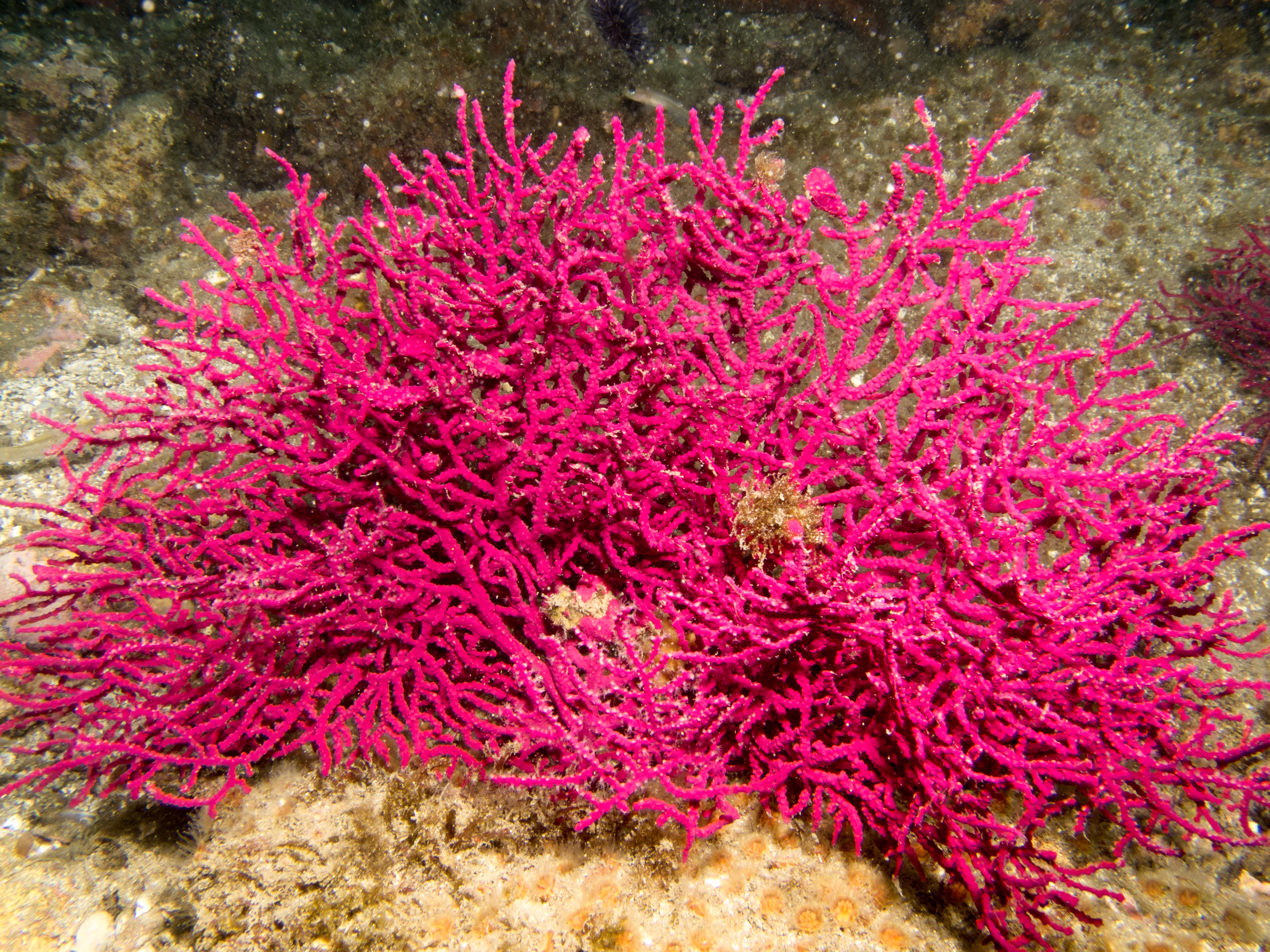
Eugorgia rubens
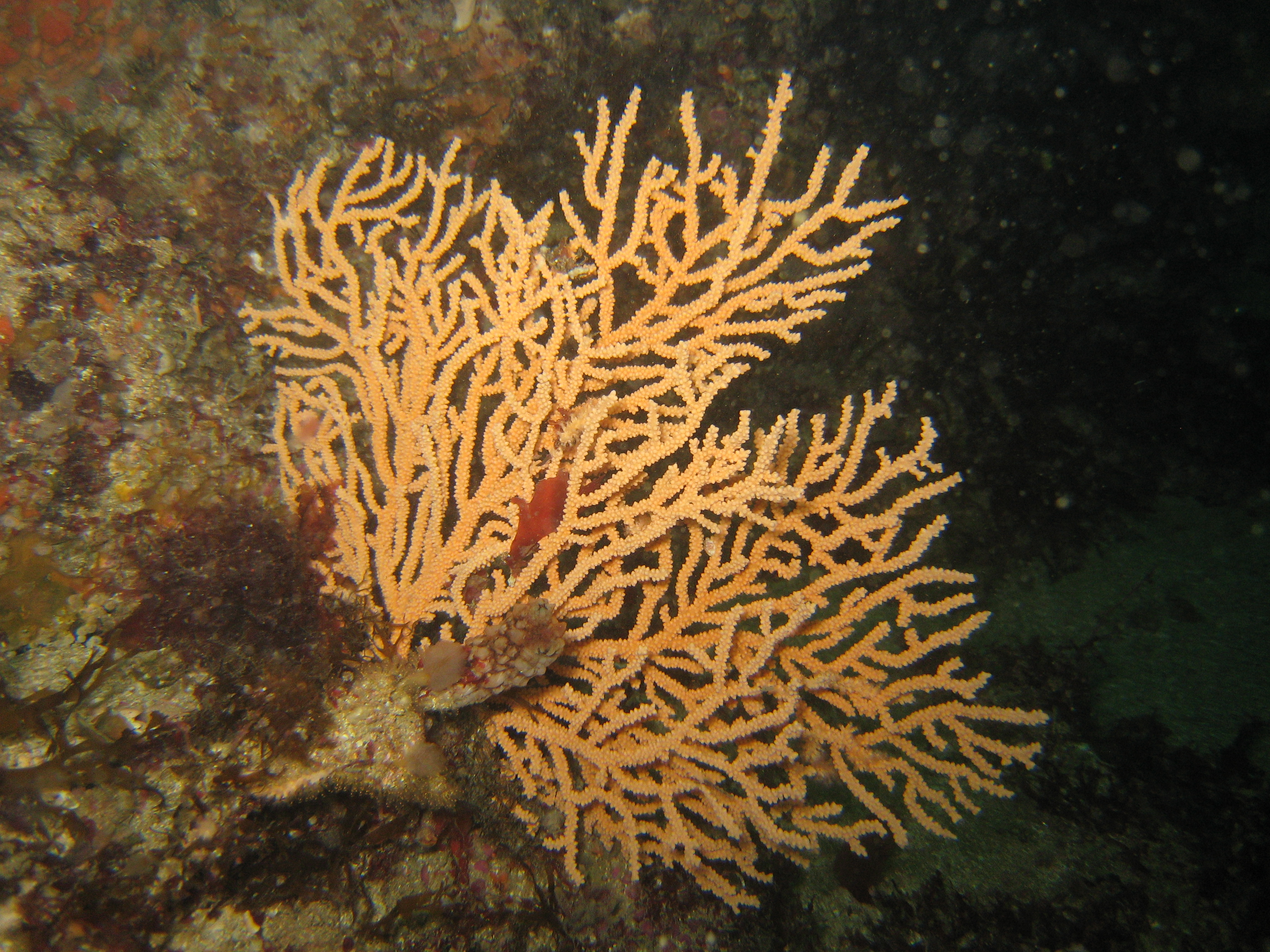
Eunicella verrucosa
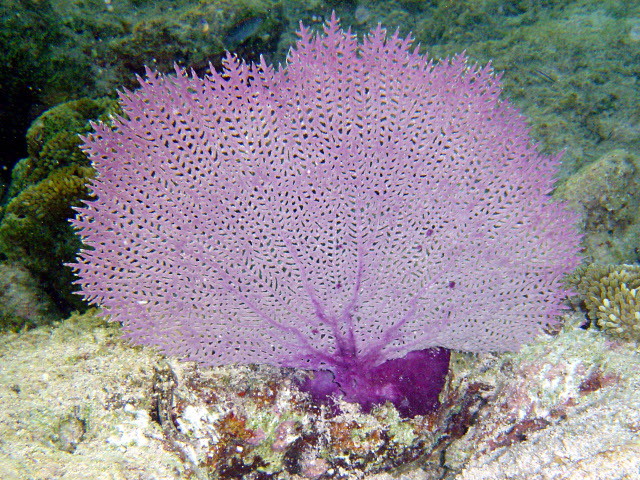
Gorgonia ventalina
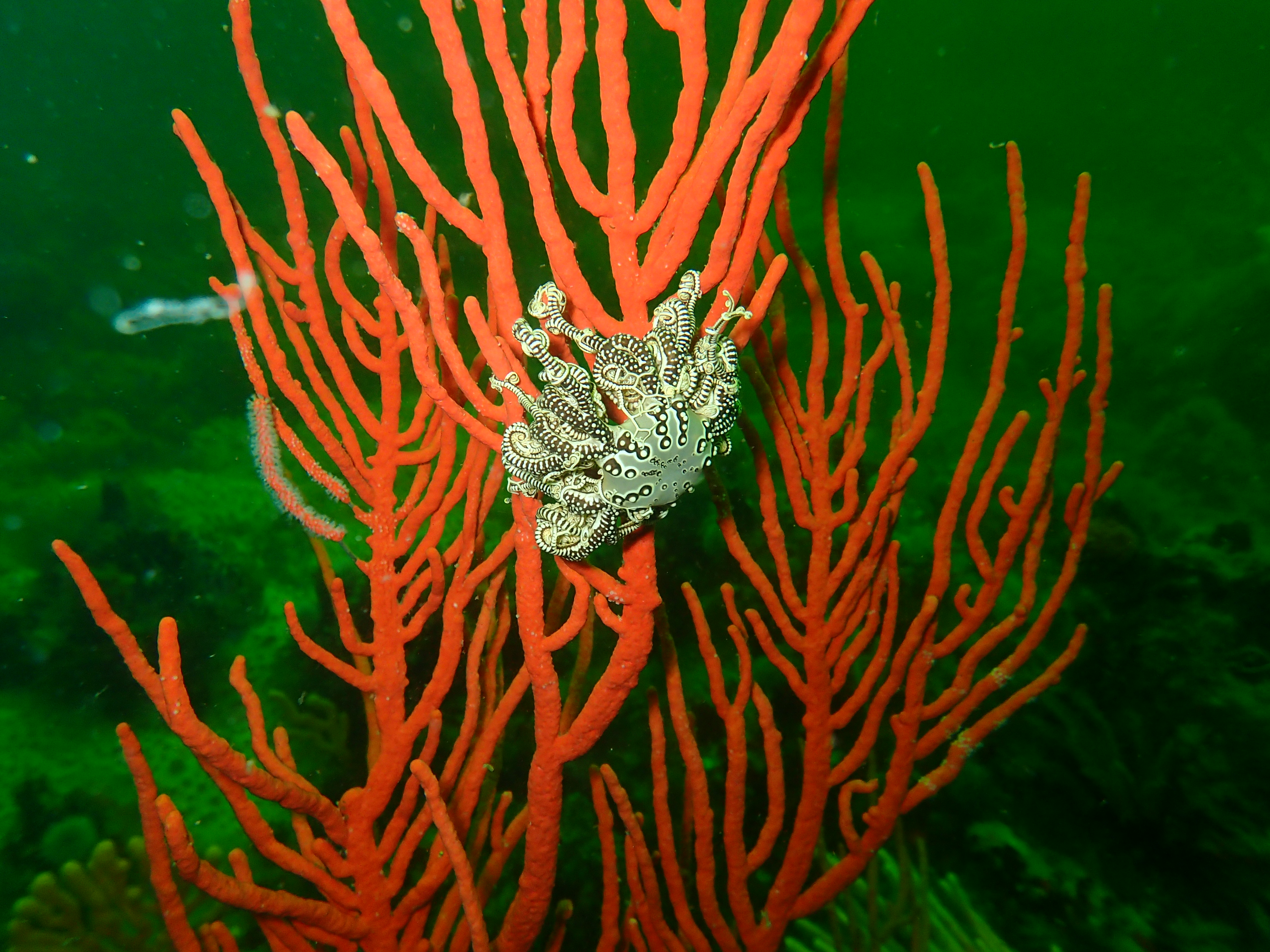
Leptogorgia palma
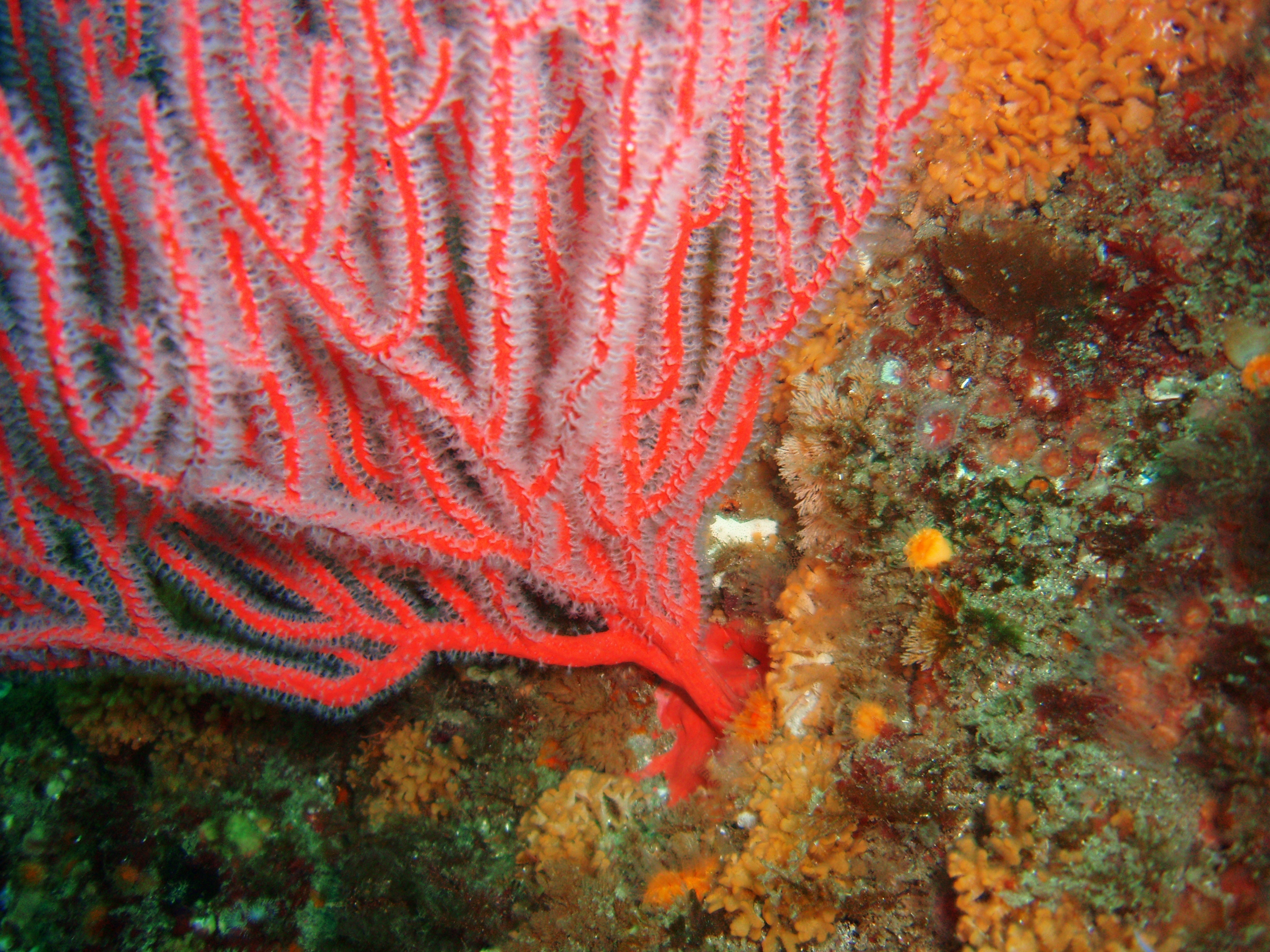
Lophogorgia sp.
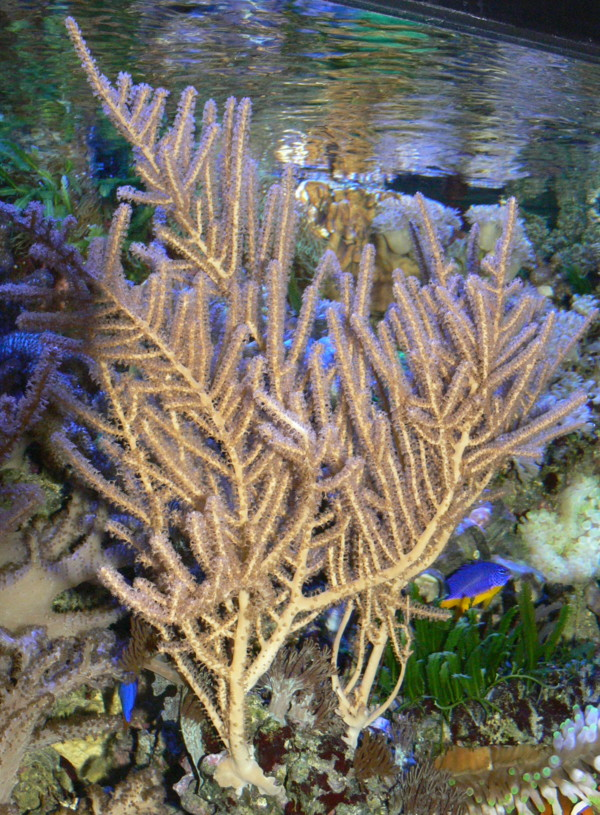
Pinnigorgia sp.
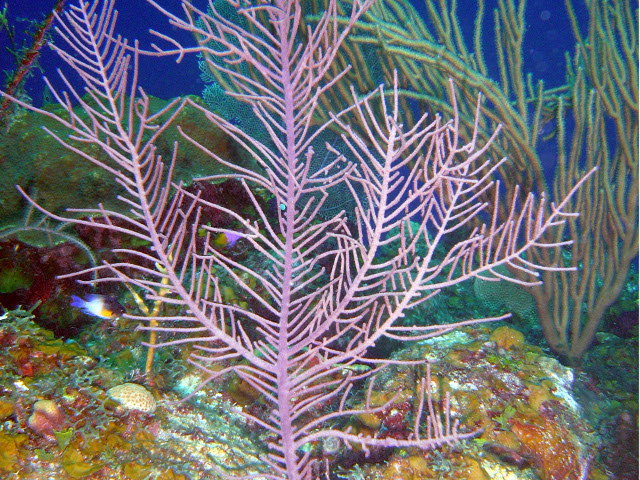
Pseudopterogorgia bipinnata